# Frank Herbert Johnson
Frank Herbert Johnson (El Paso, Texas; 22 de julio de 1942-Stockton, California; 7 de mayo de 2025) fue un beisbolista estadounidense que jugó seis temporadas en la MLB con los San Francisco Giants en las posiciones de outfielder y tercera base.

## Carrera
Johnson tuvo un promedio de bateo de .290 en siete temporadas en las ligas menores, hasta que los Giants lo terminaron firmando en la temporada de 1966 tras varios intentos. Llegó a jugar 67 partidos en la temporada de 1968 donde su promedio de bateo fue de apenas .190 en 174 turnos al bat en el llamado "Año de Pitcher." Su mejor año como profesional fue el de 1970 donde su promedio de bateo fue de .353 en la Pacific Coast League, además de jugar 67 partidos en la MLB con los Giants donde su promedio de bateo fue de .273 con 44 hits, tres cuadrangulares y 31 carreras impulsadas. Su carrera en la MLB coincidió con los últimos años de la carrera de Willie Mays, periodo donde aparecieron outfielders jóvenes como Jesús Alou, Bobby Bonds, Ollie Brown, George Foster, Jim Ray Hart y Ken Henderson.
En total Johnson conectó 92 hits en la MLB en 192 partidos donde tuvo 436 turnos al bat. Se retiró en 1975 con los Lotte Orions de Japón.